# EA-4048
EA-4048 (Agente experimental 4048), é um agente químico sintético de formulação C25H40Br2N6O4. 